# Ensemble Avantgarde
Das Ensemble Avantgarde ist eine Vereinigung Leipziger Musiker, die sich der Aufführung der Musik des 20. und 21. Jahrhunderts widmet. Das Ensemble arbeitet seit seiner Gründung im Jahr 1989 unter der künstlerischen und organisatorischen Leitung des Leipziger Pianisten und Komponisten Steffen Schleiermacher in wechselnder Besetzung.
Die Mitglieder des Ensemble Avantgarde sind vorwiegend Musiker des Gewandhausorchesters und des MDR-Sinfonieorchesters, bis 2006 war auch das Leipziger Streichquartett Bestandteil des Ensembles. Gastdirigenten waren bisher u. a. Hans Zender, Mark Forster, Friedrich Goldmann, Johannes Kalitzke, Roland Kluttig und Hsiao-LinLiao.
In der Programmgestaltung des Ensemble Avantgarde stehen weniger Uraufführungen im Mittelpunkt, sondern die Pflege der so genannten Klassiker der Moderne und das Aufführen von Werken in Vergessenheit geratener Komponisten oder von Kompositionen aus speziellen Musiktraditionen. Schwerpunkte sind dabei die Musik der 1920er und 1930er Jahre aus Deutschland, der Sowjetunion, amerikanische oder japanische Musik des 20. Jahrhunderts.
Das Ensemble Avantgarde gestaltet seit seiner Gründung die Konzertreihe musica nova am Leipziger Gewandhaus. Konzertreisen führten in viele europäische Länder sowie nach Asien und Südamerika. Zahlreiche Rundfunk- und CD-Produktionen dokumentieren die Arbeit des Ensemble Avantgarde.

## Diskografie
- Arnold Schönberg, Pierrot lunaire u. a. (1995; MDG)
- John Cage, Music for Eight u. a. (1996; MDG)
- Kammermusik von Morton Feldman (1996; WERGO)
- Kammermusik von Luciano Berio (1998; MDG)
- Werke von Steve Reich (1999; WERGO)
- Josef Matthias Hauer, Zwölftonspiele (2001; MDG)
- Synergy, Kammermusik von Earle Brown (2003; Hat Hut)
- Kammermusik der Zweiten Wiener Schule (2004; MDG)
- Hommage à Stravinsky (2005; MDG)
- Kammermusik von Giacinto Scelsi (2013; MDG)
- Sound and Colour, Kammermusik von Steffen Schleiermacher (2018; MDG)

## Auszeichnungen
- 1991: Förderpreis des Ernst von Siemens Musikpreises
- 1992: Schneider-Schott-Musikpreis Mainz